# Orectolobus maculatus
Lo squalo tappeto maculato (Orectolobus maculatus Bonnaterre, 1788) è un Orectolobiformes, della famiglia degli Orectolobidae, che si trova lungo le coste del Giappone, della Cina meridionale e quelle dell'Australia fino a quelle del Queensland, nella regione compresa tra le latitudini 20° S e 40° S. Raggiunge una lunghezza massima di tre metri. Viene a volte chiamato squalo marmoreggiato.

## Descrizione
La pinna caudale ha il lobo superiore molto rialzato rispetto all'asse del corpo, con i lobi terminale e sub terminale piuttosto sviluppati, ma nessun lobo ventrale. La colorazione del dorso è scura, chiazzata da macchie più chiare in varie tonalità di marrone, ma è caratterizzato da macchie crema a forma di "O". Il ventre è color crema chiaro.
Si mimetizza al fondale marino. Sul davanti ha dei "baffi" per dare l'idea dei coralli

## Habitat
Gli squali marmoreggiati vivono sulle piattaforme continentali, dalla zona intertidale fino a profondità di circa 110 m, e generalmente in zone con coralli, scogli, pietre, o anche su fondali sabbiosi. Lo si può trovare anche in acque profonde poco più del necessario a coprire il pesce, ed è stato osservato scavalcare le creste tra una pozza e l'altra, in condizioni di bassa marea, con il dorso fuori dall'acqua.

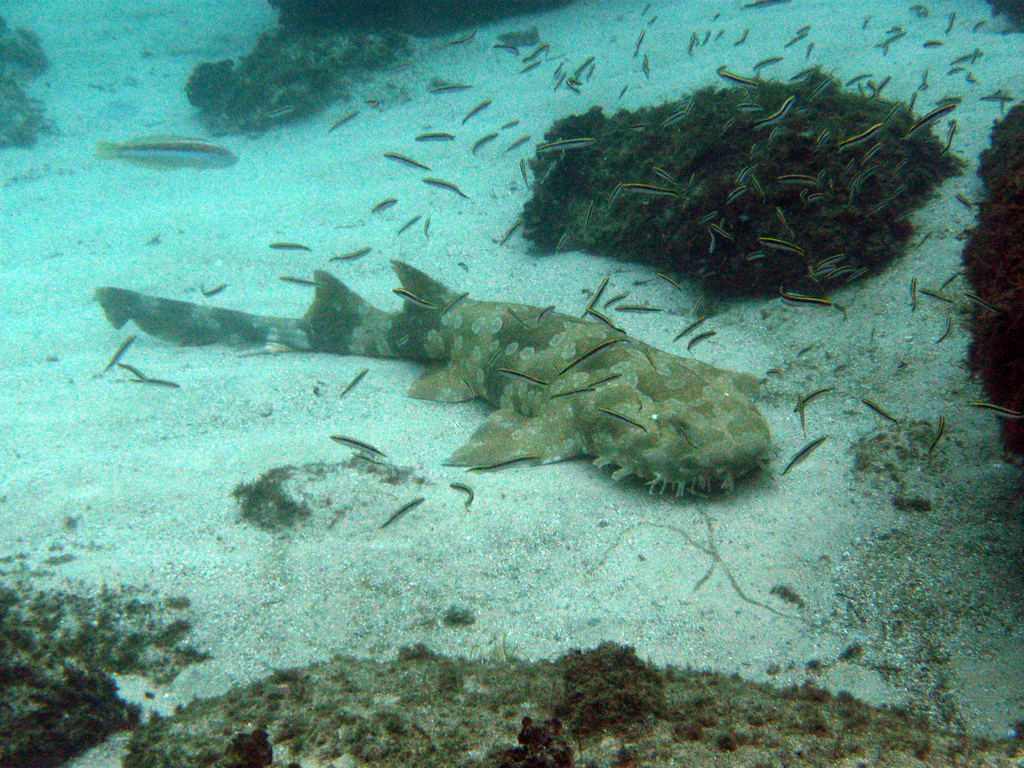
Un esemplare in agguato

## Biologia
Si tratta di un animale notturno, che si nutre soprattutto di pesci ossei e invertebrati che vivono sul fondo. In passato ha morso persone che lo hanno calpestato o hanno avvicinato troppo il piede alla sua bocca, e certamente attacca se provocato. Ha una carne molto ricercata ed utilizzata per il consumo umano, e la sua copertura è utilizzata a volte per la creazione di pelli. I pescatori di aragoste lo considerano una minaccia per la loro attività.

## Riproduzione
Lo squalo marmoreggiato è una specie ovovivipara e produce fino a 37 cuccioli alla volta.